# Euploea crucis
Euploea crucis är en fjärilsart som beskrevs av Carpenter 1953. Euploea crucis ingår i släktet Euploea och familjen praktfjärilar. Inga underarter finns listade i Catalogue of Life.